# 美湖镇
美湖镇是中华人民共和国福建省泉州市德化县下辖的一个乡镇级行政单位。

## 行政区划
美湖镇下辖以下地区：
上岸村、小湖村、美湖村、上漈村、洋坑村、洋田村、斜山村和阳山村。